# 吉原由起
吉原 由起（よしはら ゆき、2月11日 - ）は、日本の漫画家。東京都出身。旧名は吉原 由杞。
デビュー作は、『別冊少女コミック』（小学館）1988年1月号に掲載された「シャネルのささやき」。
主に『プチコミック』（同）などで活動し、作風としては比較的性的な描写が目立つラブコメディが多く見受けられる。

## 作品リスト

### 書籍
- 抱きしめてROSE 吉原由杞傑作集1（全1巻、小学館、別コミフラワーコミックス）
- シンデレラになりたい 吉原由杞傑作集2（全1巻、小学館、別コミフラワーコミックス、1991年9月）
- お・ぼ・れ・た・い（全6巻、小学館、フラワーコミックス、1994年3月1日 - 1996年7月）
- はあはあ（全3巻、小学館、フラワーコミックス、1996年2月 - 1997年3月）
- ダーリンは生モノにつき（全8巻、小学館、プチコミフラワーコミックス、1997年10月 - 2001年8月）
- またまたお・ぼ・れ・た・い（全3巻、小学館、フラワーコミックス、1998年3月 - 2001年4月）
- あなたと千夜一夜（全2巻、小学館、小学館文庫、2000年7月1日）
- 愛人（あいするひと）（全4巻、小学館、フラワーコミックス、2002年4月24日 - 2003年7月26）
- 人魚王子（全1巻、小学館、フラワーコミックス、2003年9月26日）
- いただきます（全4巻、小学館、フラワーコミックス、2004年2月26日 - 2005年6月24日）
- 暗くなるまで待てない（全1巻、小学館クリエイティブ、ジュディーコミックス、2006年2月24日）
- プリティ・イン・ブルー（全1巻、小学館クリエイティブ、ジュディーコミックス、2006年2月24日）
- 蝶よ花よ（全8巻、小学館、フラワーコミックス、2006年2月24日 - 2009年3月10日）
- あなたじゃないと（全1巻、小学館クリエイティブ、ジュディーコミックス、2007年10月26日）
- シーツのすきま（全1巻、小学館、フラワーコミックス、2008年4月25日）
- 吉原由起the best selection（全1巻、小学館、フラワーコミックススペシャル、2008年6月26日）
- ヴィーナスにあらず（全2巻、小学館、フラワーコミックスアルファ、2009年12月10日 - 2010年7月9日）
- チョコレートガール （全3巻、小学館、フラワーコミックスアルファ、2010年10月8日 - 2011年12月9日）
- 恋ちらかして（全4巻、小学館、フラワーコミックスアルファ、2012年9月10日 - 2016年12月9日）
- チョコレートガールEXTRA（全1巻、小学館、フラワーコミックスアルファ、2013年11月8日）
- メフィストフェレスは誰?（全3巻、小学館、フラワーコミックスアルファ、2015年4月10日 - 2016年8月10日）
- 結婚式まで何マイル?（全1巻、小学館、フラワーコミックスアルファ、2018年2月9日）
- 花喰い（全1巻、小学館、フラワーコミックスアルファ、2019年2月8日）
- 花火（全1巻、小学館、フラワーコミックスアルファ、2021年7月9日発売[1]）
  - 読切「シックス・センス（仮）」「恋する雪女」「イブ24」「パニック・ルーム」「四月馬鹿」「桜の庭」「レディ・レイン」併録[1]

### 単行本未収録
- レェスの外套（『プチコミック』2022年3月号）